# باگزی سیگل
بنجامین سیگل (۲۸ فوریه ۱۹۰۶–۲۰ ژوئن ۱۹۴۷) ملقب به باگزی یک گانگستر و یکی از بنیان‌گذاران لاس وگاس استریپ بود. سیگل نه تنها در درون مافیای یهودی اثرگذار بود، بلکه همراه با دوست و همدست گانگستری خود مایر لانسکی، در مافیای ایتالیایی-آمریکایی و سندیکای جنایت ملی ایتالیایی-یهودی نیز نفوذ قابل توجهی داشت. سیگل در کنار دوست دوران کودکی خود مایر لانسکی، نفوذ قابل توجهی در مافیای یهودی و همچنین مافیای ایتالیایی-آمریکایی و سندیکای ملی جنایت داشت. او که به عنوان فردی "خوش چهره" و "کاریزماتیک" توصیف می‌شد، به یکی از اولین گانگسترهای مشهور تبدیل شد.
سیگل یکی از بنیانگذاران و رهبران گروه "کمپانی مرگ" بود و در دوران ممنوعیت الکل به قاچاق مشروبات پرداخت. پس از تصویب متمم بیست و یکم در سال ۱۹۳۳ که ممنوعیت الکل را لغو کرد، او به سمت قمار روی آورد. در سال ۱۹۳۶، نیویورک را ترک کرد و به کالیفرنیا نقل مکان کرد. در این دوره، فعالیت اصلی او به عنوان آدمکش و نیروی اجرایی خشونت بود و به مهارت در استفاده از اسلحه و خشونت معروف بود. در سال ۱۹۴۱، سیگل به دلیل قتل دوست و همکار گانگستر خود هری گرینبرگ که به مخبر تبدیل شده بود، محاکمه شد، اما در سال ۱۹۴۲ تبرئه شد.
سیگل به لاس وگاس، نوادا رفت و در تأسیس و تأمین مالی برخی از اولین کازینوها نقش داشت. او پس از اینکه ویلیام آر. ویلکرسون، توسعه‌دهنده هتل فلامینگو، با کمبود بودجه مواجه شد، کنترل پروژه را به دست گرفت و مراحل نهایی ساخت را مدیریت کرد. هتل فلامینگو در ۲۶ دسامبر ۱۹۴۶ با یک مراسم سه روزه که با استقبال خوبی روبرو شد، افتتاح گردید. با این حال، به دلیل عدم تکمیل بخش هتلی، کازینو در ۶ فوریه تعطیل شد و تا اول مارس ۱۹۴۷ که هتل افتتاح شد، فعالیتی نداشت. شرکای مافیایی سیگل معتقد بودند که حدود یک میلیون دلار از بودجه ساخت توسط معشوقه سیگل، ویرجینیا هیل، یا هر دوی آنها اختلاس شده است. در ۲۰ ژوئن ۱۹۴۷، سیگل در سن ۴۱ سالگی توسط یک تیرانداز که از پنجره عمارت هیل در بورلی هیلز شلیک کرد، به قتل رسید.

## دوران کودکی و نوجوانی
بنجامین "باگزی" سیگل در ۲۸ فوریه ۱۹۰۶ در محله ویلیامزبورگ بروکلین نیویورک در یک خانواده فقیر یهودی اشکنازی متولد شد. خانواده او از منطقه گالیسیا در امپراتوری اتریش-مجارستان (اوکراین امروزی) به آمریکا مهاجرت کرده بودند. سیگل دومین فرزند از پنج فرزند خانواده بود. پدر و مادرش، جنی (ریچنتال) و مکس سیگل، برای دستمزدهای ناچیز کار می‌کردند.
سیگل در کودکی مدرسه را رها کرد و به یک باند خیابانی در محله لوار ایست ساید منهتن پیوست. او ابتدا به دزدی‌های کوچک مشغول بود تا اینکه با مو سدوی آشنا شد. با همکاری سدوی، او یک باج‌گیری سازمان‌یافته راه انداخت که در آن صاحبان دستفروش‌ها را تهدید می‌کرد در صورتی که یک دلار به او پرداخت نکنند، اجناسشان را آتش خواهد زد. سابقه جنایی او از نوجوانی شروع شد و شامل مواردی مانند سرقت مسلحانه، تجاوز و قتل بود.
تشکیل باند "باگز و مایر"
در دوران نوجوانی، سیگل با مایر لانسکی دوست شد که یک باند کوچک برای قمار و سرقت خودرو تشکیل داده بود. لانسکی که قبلاً با چارلی "لاکی" لوچیانو درگیر شده بود، احساس می‌کرد یهودی‌های محله بروکلین نیز باید مانند ایتالیایی‌ها و ایرلندی‌ها سازمان‌یافته عمل کنند. اولین کسی که او برای باند خود استخدام کرد، سیگل بود.
سیگل به قاچاق مشروبات الکلی در چندین شهر بزرگ شرق آمریکا پرداخت. او همچنین به عنوان آدمکش باند فعالیت می‌کرد و لانسکی او را به خانواده‌های جنایی دیگر اجاره می‌داد. آنها باند "باگز و مایر" را تشکیل دادند که تقریباً یک دهه قبل از تشکیل "کمپانی مرگ"، به قتل‌های سازمان‌یافته می‌پرداخت. این باند با ربودن محموله‌های مشروبات رقبا و حذف فیزیکی رقبای گانگستری شناخته می‌شد.
زندگی شخصی و ازدواج
در ۲۸ ژانویه ۱۹۲۹، سیگل با اِستا کراکوور، معشوقه دوران کودکی خود ازدواج کرد. آنها دو دختر به نام‌های میلیسنت (بعدها روزن) و باربارا (بعدها ساپرستین) داشتند. سیگل به خاطر خوشگذرانی‌هایش معروف بود و این ازدواج در سال ۱۹۴۶ به طلاق انجامید. همسرش با دو دختر نوجوانشان به نیویورک بازگشت.
ثروت و تجملات
سیگل در ۲۱ سالگی به ثروت رسید و آن را به رخ می‌کشید. او یک آپارتمان در هتل والدورف آستوریا و یک خانه تودور در اسکارسدیل نیویورک خرید. او لباس‌های تجملاتی می‌پوشید و در شب‌زنده‌داری‌های نیویورک شرکت می‌کرد. سیگل در جوانی شروع به کشیدن تریاک کرد و در تجارت مواد مخدر نیز دست داشت.
کنفرانس آتلانتیک سیتی
در ۱۳ تا ۱۶ مه ۱۹۲۹، لانسکی و سیگل در کنفرانس آتلانتیک سیتی به نمایندگی از باند "باگز و مایر" شرکت کردند. در این کنفرانس که توسط لوچیانو و جانی توریو در هتل ریتز-کارلتون آتلانتیک سیتی برگزار شد، درباره آینده جنایت سازمان‌یافته و ساختار خانواده‌های مافیا بحث شد. سیگل در این جلسه گفت: "یهودی‌ها و ایتالیایی‌ها دیگر با هم نخواهند جنگید."

## "کمپانی مرگ" و سال‌های اوج جنایت
پیوند با لوچیانو و کاستلو
در اواخر دهه ۱۹۲۰، لانسکی و سیگل ارتباطات نزدیکی با چارلی "لاکی" لوچیانو و فرانک کاستلو (روسای آینده خانواده جنووزه) برقرار کردند. گفته می‌شود سیگل به همراه آلبرت آناستازیا، ویتو جنووزه و جو آدونیس، چهار تیراندازی بودند که در ۱۵ آوریل ۱۹۳۱ به دستور لوچیانو، جو ماسریا، رئیس مافیای نیویورک را به قتل رساندند و به جنگ کاستلاماره‌زه پایان دادند. در ۱۰ سپتامبر همان سال، لوچیانو چهار تیرانداز از باند "باگز و مایر" (برخی منابع سیگل را یکی از آن‌ها می‌دانند) استخدام کرد تا سالواتوره مارانزانو را در دفترش در نیویورک ترور کنند. این ترور، سلطه لوچیانو بر مافیا و آغاز جنایت سازمان‌یافته مدرن آمریکا را رقم زد.
تشکیل "سندیکای ملی جنایت" و "کمیسیون"
پس از مرگ مارانزانو، لوچیانو و لانسکی سندیکای ملی جنایت را تشکیل دادند که اتحادیه‌ای از خانواده‌های تبهکار برای تقسیم قلمروها و جلوگیری از جنگ‌های داخلی بود. "کمیسیون" نیز برای نظارت بر این تقسیم‌بندی‌ها ایجاد شد. سیگل و همدستانش "کمپانی مرگ" (شرکت قتل) را تأسیس کردند، اما پس از مدتی کنترل آن به لوئیس "لپکه" بوخالتر و آلبرت آناستازیا واگذار شد، هرچند سیگل همچنان به عنوان آدمکش فعالیت می‌کرد.
تنها محکومیت قانونی
تنها سابقه کیفری رسمی سیگل در میامی ثبت شد: در ۲۸ فوریه ۱۹۳۲ به اتهام قمار و ولگردی دستگیر شد و با پرداخت ۱۰۰ دلار جریمه (از همان اسکناس‌های قمار) آزاد شد.
کشمکش با برادران فابریزو و انتقام خونین
سیگل با برادران فابریزو، از همدستان وکسی گوردون، درگیری داشت. گوردون که به دلیل لو دادن مالیات‌هایش توسط لانسکی و سیگل به زندان افتاده بود، از زندان به فابریزوها مأموریت ترور آن‌ها را داد. فابریزوها با نفوذ به سوئیت مجهز سیگل در والدورف آستوریا، یک بمب کار گذاشتند، اما سیگل و لانسکی جان سالم به در بردند.  
سیگل انتقام سختی گرفت:  
- دو برادر فابریزو را شکار و کشت.  
- وقتی تونی فابریزو (تنها بازمانده) شروع به نوشتن خاطراتش کرد و فصلی را به گروه آدمکشی ملی سیگل اختصاص داد، مافیا از نقشه او مطلع شد.  
- در ۱۹۳۲، سیگل با ایجاد آلبی (با بستری شدن در بیمارستان و سپس فرار)، همراه دو همدست به خانه تونی رفت و با تظاهر به کارآگاه، او را به بیرون کشاند و به رگبار بست.  
همکاری با لوچیانو و حذف رقبا
در ۱۹۳۵، سیگل به لوچیانو در اتحاد با داچ شولتز کمک کرد و در از بین بردن رقبا، از جمله برادران آمبرگ (قرض‌دهندگان رقیب) نقش داشت. او لوئیس "پریتی" آمبرگ و جوزف سی. آمبرگ را به قتل رساند.  
کالیفرنیا و هالیوود: دوران اوج و سقوط باگزی سیگل
ورود به کالیفرنیا و گسترش امپراتوری جنایت
در اواخر دهه ۱۹۳۰، با تهدید جانی از سوی رقبا، مافیای شرق آمریکا سیگل را به کالیفرنیا فرستاد. مأموریت او ایجاد شبکه قمار تحت نظر سندیکا با همکاری جک دراگنا، رئیس خانواده جنایی لس‌آنجلس بود. سیگل به سرعت میکی کوهن را به عنوان دست راست خود استخدام کرد. با توجه به شهرت سیگل در خشونت و حمایت لانسکی و لوچیانو، دراگنا نقش زیردست را پذیرفت.
سیگل با ادعای درآمد از قمار قانونی در میدان اسب‌دوانی سانتا آنیتا، به سرعت کنترل قمارهای زیرزمینی لس‌آنجلس را در دست گرفت. او با سرمایه سندیکا، مسیر قاچاق مواد مخدر از مکزیک را راه‌اندازی کرد و با سرویس‌های شرطبندی شیکاگو همکاری نمود. تا سال ۱۹۴۲، روزانه ۵۰۰ هزار دلار از شرطبندی‌های سندیکا به جیب می‌رفت.

## کالیفرنیا
سیگل از همدستانش دریافت که در معرض خطر جدی قرار دارد: آلبی بیمارستانی او زیر سؤال رفته بود و دشمنانش خواهان مرگش بودند. در اواخر دهه ۱۹۳۰، مافیای ساحل شرقی، سیگل را به کالیفرنیا اعزام کرد. او از سال ۱۹۳۳ چندین بار به ساحل غربی سفر کرده بود و این بار مأموریت داشت تا با همکاری جک دراگنا، رئیس خانواده جنایی لس آنجلس، شبکه های قمار تحت نظر سندیکا را توسعه دهد.
پس از استقرار در لس آنجلس، سیگل میکی کوهن، گانگستر معروف، را به عنوان دست راست اصلی خود به کار گرفت. با توجه به شهرت سیگل در خشونت طلبی و حمایت لانسکی و لوچیانو (که حتی از زندان به دراگنا پیغام فرستاده بودند همکاری "به نفع اوست")، دراگنا پذیرفت در نقش زیردست عمل کند.
سیگل در اظهارنامه های مالیاتی ادعا می کرد درآمدش از طریق قمار قانونی در میدان اسب دوانی سانتا آنیتا تأمین می شود. او به سرعت کنترل شبکه اعداد لس آنجلس را به دست گرفت و از سرمایه سندیکا برای ایجاد مسیر قاچاق مواد مخدر از مکزیک و سازماندهی شبکه های شرط بندی با گروه شیکاگو استفاده کرد.
تا سال ۱۹۴۲، عملیات شرط بندی سندیکا روزانه ۵۰۰٬۰۰۰ دلار درآمد داشت. اما در سال ۱۹۴۶، به دلیل مشکلات با سیگل، گروه شیکاگو کنترل Continental Press را به دست گرفت و سهم سود شبکه اسب دوانی را به دراگنا داد که موجب خشم شدید سیگل شد.
علیرغم این چالش ها، سیگل کنترل چندین کازینو فراساحلی و یک شبکه بزرگ فحشا را در اختیار داشت. او روابط نزدیکی با سیاستمداران، تجار، وکلا، حسابداران و لابی گرانی که برایش پوشش قانونی ایجاد می کردند، حفظ کرده بود.
هالیوود: زندگی پرزرق‌وبرق و ارتباط با ستاره‌ها
سیگل در هالیوود به حلقه‌های بالای جامعه راه یافت و با ستاره‌هایی مانند جورج رافت (بازیگر) کلارک گیبل و کری گرانت (ستاره‌های سینما) لوئیس بی. مایر و جک ال. وارنر (مدیران استودیوها) رفت و آمد داشت. جین هارلو، بازیگر معروف، معشوقه او و مادر روحانی دخترش میلیسنت بود. سیگل در بورلی هیلز ملک خرید و مهمانی‌های مجلل برگزار می کرد. حتی فرانک سیناترا و تونی کرتیس از طرفدارانش بودند.
ماجرای دیدار با موسولینی و نازی‌ها
سیگل در سفر به ایتالیا با کنتس دوروتی دی فراسو، با موسولینی ملاقات کرد و تلاش کرد اسلحه به او بفروشد. او حتی با هرمان گورینگ و یوزف گوبلز (از سران نازی) دیدار کرد و چنان از آنان متنفر شد که پیشنهاد ترورشان را داد! اما به اصرار کنتس منصرف شد.
قتل هری گرینبرگ و محاکمه جنجالی
در ۱۹۳۹، سیگل به دستور لوئیس بوخالتر، هری "بیگ گرینی" گرینبرگ (یک خائن احتمالی) را کشت. در محاکمه ۱۹۴۱:
- سیگل در زندان امتیازات ویژه داشت: غذای بیرون، ملاقات با زنان و مرخصی دندانپزشکی!
- اما او از رسانه‌ها به خاطر تحریف رفتارش عصبانی بود و به خبرنگار فلورابل مویر گفت:  
  "فکر می‌کنی چون زندانی‌ام می‌توانی هر چرندی بنویسی؟ شاید دیگر از آن ماشین تحریر استفاده نکنی... شاید انگشتانَت را از دست بدهی. آدم‌هایی دارم که پاهایَت را می‌شکنند یا تو را در گوری می‌اندازند اگر بخواهم."
- با مرگ دو شاهد کلیدی و سقوط شهادت‌ها، سیگل در ۱۹۴۲ تبرئه شد.
دوران پایانی: خشم از سندیکا و مرگ تراژیک
سیگل به تدریج با سندیکا دچار اختلاف شد. در ۱۹۴۶، شیکاگو اوتفیت سرویس شرطبندی کانتیننتال را از چنگش درآورد و سهم دراگنا را افزایش داد که خشم او را برانگیخت. این تنش‌ها سرانجام به ترور او در ۱۹۴۷ انجامید.

## لاس وگاس
ورود به لاس وگاس
در سال ۱۹۴۶، سیگل فرصتی یافت تا با مشارکت در هتل فلامینگو متعلق به ویلیام آر. ویلکرسون، خود را به عنوان یک تاجر قانون‌مند معرفی کند. او پیشتر در دهه ۱۹۳۰ به نوادا سفر کرده بود تا امکان گسترش فعالیت‌هایش را بررسی کند، اما این بار قصد داشت لاس وگاس را به بهشت قماربدل سازد.
تصاحب فلامینگو با تهدید
سیگل که کنترل کامل فلامینگو را می‌خواست، ویلکرسون را تحت تهدید مرگ مجبور به فروش سهامش کرد. ویلکرسون برای نجات جانش به پاریس فرار کرد و فلامینگو به مالکیت سندیکای مافیا درآمد. هزینه ساخت هتل تا اکتبر ۱۹۴۶ به ۴ میلیون دلار و تا ۱۹۴۷ به ۶ میلیون دلار (معادل ۷۲ میلیون دلار امروزی) رسید.
شخصیت متناقض سیگل
سیگل در لاس وگاس به عنوان فردی مغرور و خطرناک شناخته می‌شد. یک بار به دل وب، پیمانکار اصلی هتل، گفت:  
"نگران نباش دل، ما فقط همدیگر را می‌کشیم!"  
اما در عین حال، او را به عنوان فردی بخشنده نیز می‌شناختند، مثلاً با کمک به صندوق سرطان دیمون رانیون.
افتتاح فاجعه‌بار فلامینگو
فلامینگو در ۲۶ دسامبر ۱۹۴۶، نیمه‌کاره و با سروصداهای ساختمانی و راهروهای پر از گردوخاک افتتاح شد. اگرچه ستاره‌هایی مانند جورج رافت و چارلز کوبورن حضور داشتند، اما کازینو در همان شب ضرر سنگینی متحمل شد. سیگل عصبانی شد و حتی برخی از مهمانان را اخراج کرد!
بازگشایی و سودآوری دیرهنگام
پس از دو هفته، کازینو ۲۷۵,۰۰۰ دلار ضرر داشت و موقتاً تعطیل شد. سیگل با استخدام هانک گرینسپان به عنوان تبلیغات‌چی، فلامینگو را در ۱ مارس ۱۹۴۷ با هتل تکمیل‌شده بازگشایی کرد. این بار هتل سودآور شد، اما دیگر برای سیگل خیلی دیر بود.
خشم مافیا و ترور
سندیکا دیگر تحمل خودرأیی‌ها و هزینه‌های گزاف سیگل را نداشت. در ۲۰ ژوئن ۱۹۴۷، در حالی که سیگل در خانه معشوقه‌اش ویرجینیا هیل در بورلی هیلز بود، یک قاتل از پنجره به او شلیک کرد و به زندگی یکی از مرموزترین گانگسترهای تاریخ پایان داد.
میراث سیگل در لاس وگاس
- فلامینگو اولین هتل-کازینو مجلل لاس وگاس شد.
- روش‌های سیگل الگویی برای مافیای بعدی در مدیریت کازینوها شد.
- داستان زندگی او الهام‌بخش فیلم‌ها و کتاب‌های متعددی بوده است.
"سیگل لاس وگاس را ساخت، اما نتوانست از آن بهره‌برداری کند." — هانک گرینسپان

## مرگ
شب ۲۰ ژوئن ۱۹۴۷، باگزی سیگل در حالی که روی مبل نشسته بود و روزنامه لس آنجلس تایمز را می‌خواند، در خانه اجاره‌ای معشوقه‌اش ویرجینیا هیل در بورلی هیلز هدف گلوله قرار گرفت. یک قاتل ناشناس از فاصله نزدیک با سلاح کالیبر ۳۰ از پنجره به او شلیک کرد. چهار گلوله به سر و سینه سیگل اصابت کرد که یکی از آنها چشمانش را از حدقه بیرون آورد. همکارش آلن اسمایلی نیز زخمی شد، اما جان سالم به در برد.
نظریه‌های ترور:
- اختلاس و ولخرجی: برخی معتقدند سیگل پول مافیا را حیف و میل کرده بود. در جلسه‌ای در هاوانا، سران مافیا به رهبری لوچیانو حکم مرگ او را صادر کردند.
- انتقام شخصی: نظریه دیگری می‌گوید معشوقه یکی از همکاران سیگل به نام مو سدوی، از ترس کشته شدن شوهرش توسط سیگل، ترتیب قتل را داد.
- اعترافات بعدی: یک عضو سابق خانواده دراگنا در سال ۱۹۸۷ اعتراف کرد که به دستور مایر لانسکی سیگل را کشته است.
جسد سیگل با عکس‌های شوک‌آور در روزنامه‌های سراسر آمریکا منتشر شد. روز بعد از قتل، گروهی از مافیای لاس وگاس کنترل هتل فلامینگو را به دست گرفتند. پرونده قتل او هرگز حل نشد و به یکی از اسرارآمیزترین ترورهای تاریخ مافیا تبدیل شد.
یادبودها:
- در کنیسه بیالیستوکر نیویورک، پلاکی به یادبود او نصب شده است.
- در محوطه هتل فلامینگو، نزدیک استخر و تالار عروسی، پلاک یادبودی برای سیگل وجود دارد.
سیگل در ۴۱ سالگی در اوج قدرت و ثروت به زندگی پر فراز و نشیب خود پایان داد، اما میراث او در شکل‌گیری لاس وگاس به عنوان پایتخت قمار جهان باقی ماند.

## تصویر در رسانه‌ها
فیلم‌ها و سریال‌ها:
۱. پدرخوانده (۱۹۷۲)  
   - شخصیت "مو گرین" (با بازی الکس روكو) در رمان و فیلم پدرخوانده، الهام‌گرفته از سیگل است.  
   - دیالوگ معروف: "مو گرین کسی بود که چشم‌اش رو از دست داد، اما نه به خاطر بی‌احترامی!" اشاره به مرگ خشونت‌بار سیگل دارد.
۲. بازیگران نقش سیگل:  
   - وارن بیتی در فیلم "باگزی" (۱۹۹۱) - نامزد اسکار شد.  
   - ادوارد برنز در سریال "شهر مافیا" (۲۰۱۳)  
   - مایکل زگن در "بوردواک امپایر" (۲۰۱۰-۲۰۱۴)  
۳. سریال‌های علمی-تخیلی:  
   - در "افسانه‌های فردا"، سیگل (با بازی جاناتان سادوفسکی) به زندگی بازمی‌گردد!  
   - شخصیت "بنی" در بازی Fallout: New Vegas با ظاهری شبیه سیگل طراحی شده است.
موسیقی:
- توپاک و اسنوپ داگ در ترانه "2 of Amerikaz Most Wanted" (۱۹۹۶):  
  "رویای من مالکیت کازینویی مثل باگزی سیگله، اما قانونی!"
مستندها:
- "زندگینامه باگزی سیگل" (۱۹۹۵) - بررسی تأثیر او بر لاس وگاس.  
- "ساخت مافیا: نیویورک" (۲۰۱۵) - نقش جاناتان استوارت در نقش سیگل.
میراث فرهنگی:
سیگل به عنوان نماد تبدیل جنایت به تجارت قانونی در فرهنگ عامه حضور پررنگی دارد. از کازینوهای لاس وگاس تا دیالوگ‌های ماندگار در سینما، داستان زندگی پرحادثه‌اش هنوز الهام‌بخش فیلم هاست.  
نکته جالب: حتی در استارترک: دیپ اسپیس ناین (۱۹۹۹) به او به عنوان "مردی که لاس وگاس را ساخت" اشاره شده است!